# Gieorgij Eristow
Gieorgij Zacharjewicz (Arcziłowicz) Eristow (Sidamon-Eristow), ros. Георгий Захарьевич (Арчилович) Эристов (Сидамон-Эристов) (ur. 6 maja 1902 r. w Batumi, zm. 23 października 1977 r. w Mediolanie) – gruziński emigracyjny publicysta i poeta, oficer i redaktor Rosyjskiej Armii Wyzwoleńczej podczas II wojny światowej
Pochodził z gruzińskiego rodu książęcego. Ukończył wydziały chemiczny i ekonomiczny uniwersytetu w Sankt Petersburgu. W 1915 r. napisał pierwsze wiersze, ale nie wydawał ich. Należał do Tyfliskiego Cechu Poetów. W 1920 r. wyjechał do Konstantynopolu. Stamtąd przybył do Pragi, Berlina i na końcu Paryża. Przed wybuchem II wojny światowej mieszkał w Mediolanie. Wykładał język rosyjski i literaturę rosyjską w Mediolańskim Międzynarodowym Centrum Tłumaczeń. Po powołaniu Rosyjskiej Armii Wyzwoleńczej (ROA) na przełomie 1942/1943 r., pełnił w Berlinie funkcję redaktora naczelnego pisma ROA "Информационный бюллетень для частей Русской освободительной армии". Od poł. 1944 r. do końca kwietnia 1945 r. w stopniu kapitana redagował pismo ROA "Доброволец". Po zakończeniu wojny powrócił do Mediolanu. W 1955 r. opublikowano pierwszy zbiór jego wierszy pt. "Сонеты". W 1956 r. ukazał się kolejny zbiór pt. "Синий вечер", zaś w 1966 r. w Paryżu "Заглавие Ладья". Ponadto był autorem artykułów w emigracyjnych pismach "Грани", "Возрождение", czy "Современник".